# Live in Cuba
Live in Cuba è un DVD della band statunitense degli Audioslave, che documenta il concerto tenuto dalla band a L'Avana nell'isola di Cuba il 6 maggio 2005. Il DVD è stato pubblicato nell'ottobre dello stesso anno. L'evento si è tenuto davanti a 70.000 persone, ma il dato più importante è che gli Audioslave sono stati la prima band statunitense ad esibirsi nell'isola dal 1959. Oltre al video del concerto, troviamo anche un documentario di circa 30 minuti sulla preparazione della band all'evento e altro tempo passato sull'isola. Il DVD è stato distribuito in due versioni, la prima contenente il solo DVD, mentre la seconda (Deluxe Edition) è accompagnata da un CD con registrazioni dal vivo della band nel programma USA Sessions@AOL. Gli Audioslave oltre che a pezzi propri hanno fatto pezzi dei Soundgarden e Rage Against the Machine.

## Formazione
- Chris Cornell - voce
- Tom Morello - chitarra
- Tim Commerford - basso
- Brad Wilk - batteria

## Tracce
1. Set It Off
2. Your Time Has Come
3. Like a Stone
4. Spoonman
5. The Worm
6. Gasoline
7. Heaven's Dead
8. Doesn't Remind Me
9. Be Yourself
10. Bulls on Parade (strumentale)
11. Sleep Now in the Fire
12. Out of Exile
13. Outshined
14. Shadow on the Sun
15. Black Hole Sun (eseguita da Chris Cornell solo con la chitarra acustica)
16. I Am The Highway
17. Show Me How To Live
18. Cochise